# フィットネス パーティ
『フィットネス パーティ』(Fitness Party)はバンダイナムコゲームス・ナムコレーベルより2010年12月9日に発売されたWii用ゲームソフトである。

## 概要
Wiiリモコンを持って、画面のトレーナーの指示でフィットネスエクササイズを行うゲーム。『WE CHEER』同様、ガイドとなる矢印が表示される他、Wiiリモコンを1人で2本持ってのプレイも可能。

## モード

### エクササイズモード
8カテゴリ155種類のエクササイズが出来る。任意にエクササイズを選べる他、好みのエクササイズプログラムを組み立てる「マイ エクササイズ」や、目的別のプログラムを組んでもらう「パーソナルトレーナー」といった機能がある。
ダンスエクササイズ
- エアロビクス
- ヒップホップ
- ラテンダンス - サルサ、サンバ、メレンゲ（バランスWiiボード対応）

格闘技エクササイズ
- ボクササイズ
- 空手
- 空手・型

ボディコンディショニング
- ヨガ・ピラテス
- ストレッチ

### パーティーフィットネス
エクササイズモードに似た操作のパーティーゲーム。
- リズムスイミング
- ダンスフィーバー
- リズムピザ回し
- パンチングショー
- リズムパイレーツ - Wiiモーションプラス専用

## 関連ソフト
- ハッピーダンスコレクション - 開発スタッフが同じ[1]
- WE CHEER